# 臨時空缺
《臨時空缺》（英語：The Casual Vacancy）是哈利波特系列作者J·K·羅琳完成哈利波特五年後的第一部小說，亦是首部以成人讀者為取向的小說，已於2012年9月27日出版。此小說主要描述教區議會議員巴利死亡後遺留下的教區議員席次，所引發一場的爭奪戰。
故事設定於一座名為「派格福」（英語：Pagford）的西部郊鎮，從受大家喜愛的教區議會議員巴利·費柏拉的死亡揭開序幕。接著議會席位空出了一個席次，而在補選完成前伴隨著許多的衝突。而派系的衝突主要肇因於教區議會下的房地產「郊野社區」是由已故議員巴利所支持的。然而，為了奪位所引發的一連串事件，很快的引發有人利用教區議會網站的留言板以揭發不為人知的秘密，而搗亂了整個補選並帶來動盪。
種族、政治議題、及如毒品、娼妓和性侵害等社會問題為本書的主題。而本書在英國在三年內成為最暢銷的書，且在首賣當週得到暢銷書第二名，第一名為丹布朗的《失落的符號》。2012年成為發售當週暢銷書第15名。英文版在發售後三週售出達一百萬本，為本書所有版本及發售區域中最高的，包括在美國和英國。
本書2014年由BBC和HBO合資拍成三集電視迷你影集《臨時空缺》，2015年2月15日起BBC首播，HBO亞洲於3月25日播放、美國則是4月19日。

## 簡介
本書是獻給J·K·羅琳的丈夫，尼爾·穆瑞（Dr Neil Murray）。而這是羅琳自《哈利波特—鳳凰會的密令》及《哈利波特—死神的聖物》後第三次在書中提及丈夫穆瑞。

本書一共分為七部，各有不同方式的述敘模式，每一部開頭都引用一段查爾斯·阿諾-貝克《地方議會管理法》（Local Council Administration）之中的規定。

### 劇情

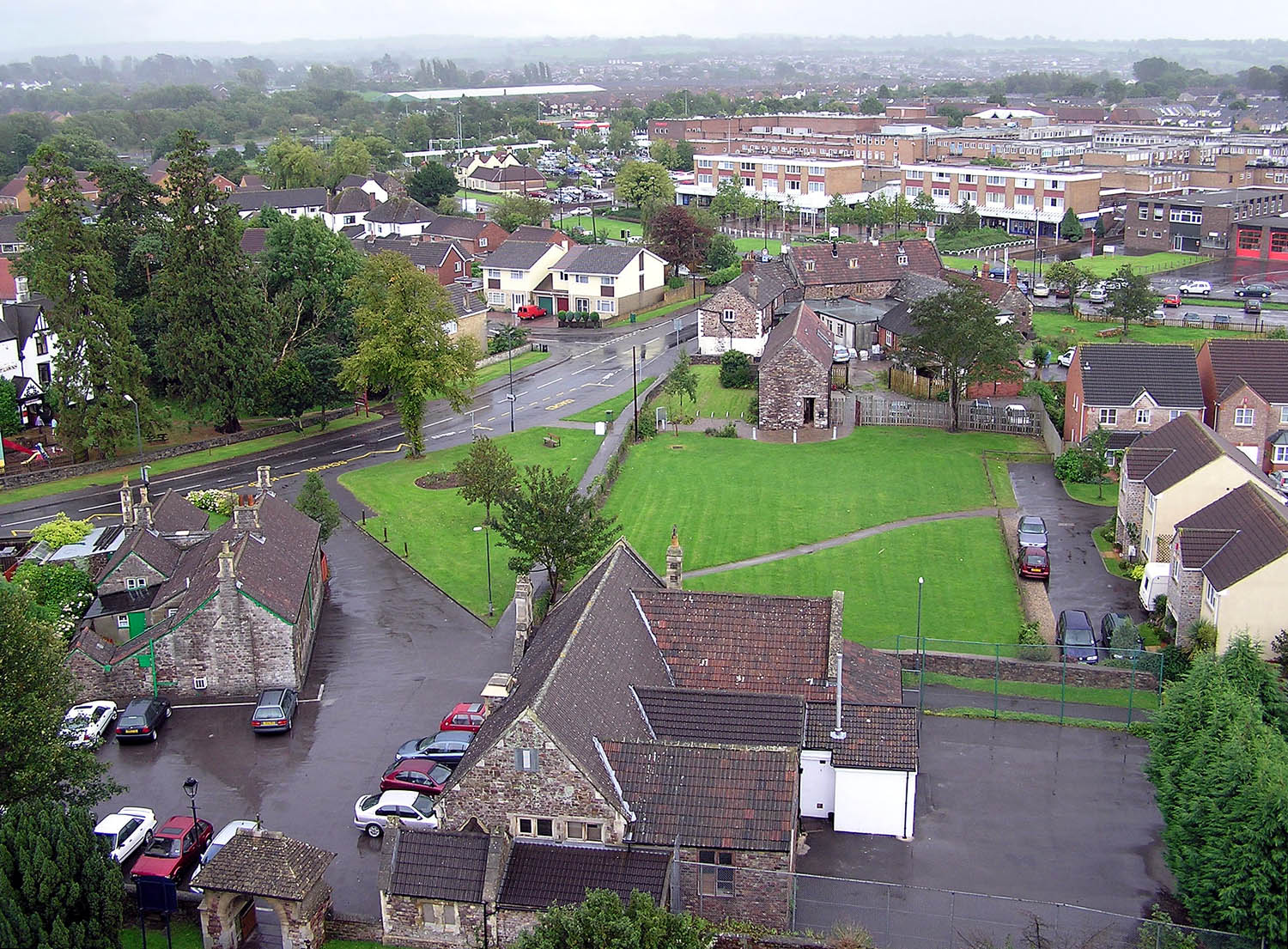
虛構城鎮派格福位於西郡，非常像J·K·羅琳的出生地南格洛斯特的雅特

本書一共分為七部，第一部描述派格福區教區議會議員巴利·費柏拉在當地的高爾夫俱樂部的停車場因動脈瘤死後的社區情況。巴利的死亡在當地居民間傳遞，並帶來混亂。且引發當地議會的不動產「郊野社區」（包括提供美沙酮治療的聖鐘堂診所）是否應該仍由派格福管轄，或是交由亞弗區管轄的問題。
在宣布舉行補選的日期後，當中有意角逐競選的成人的孩子們，決定要在教區議會網站的留言板上製造混亂。賽門·普萊斯的兒子安德魯是第一個決定這麼做的人，並以「巴利．費柏拉的鬼魂」為名留言，留言內容聲稱他的父親曾購買過贓物。跟著是蘇文妲（如同安德魯，在資訊溝通課上學到如何駭進網站）張貼有關她母親琶敏妲·賈汪達醫生愛上了巴利的留言。第三個留言則是胖子·沃爾，聲稱他的養父格子（副校長）受強迫症所苦，且對自己曾向孩童性騷擾後喪失記憶感到害怕。最後，在絕望中，他嘗試減輕他使父親失去工作、還有從安德魯聽來有關賽門的事、以及議會主席霍華．莫里森跟事業夥伴毛琳之間的事，所帶來的的罪惡感。霍華的兒子邁爾斯．莫里森贏得了選舉，但失望的是，他的妻子珊曼莎向他說明她不再愛他，但到最後兩人仍然和解了。
本書另一方面聚焦於克麗絲朵悲劇性的人生。十六歲的她，跟她如同娼妓且患有海洛英毒癮的母親泰莉，以及三歲的弟弟羅比，一同住在郊野社區。社會工作者凱依決定要幫助泰莉戒除毒癮，並使她負起照顧羅比的責任，然而，泰莉的毒癮在賣給她毒品的人，歐比，對克麗絲朵性侵後再度復發。克麗絲朵為了懷孕而在住家其他處開始與胖子發生無安全措施的性關係。故事從羅比的死開始，羅比在公園與這一對情侶走散後，最後失足掉進河裡，儘管蘇文妲嘗試救他，最後仍然溺斃了。接著克麗絲朵因羅比的死亡而發狂後，藉由注射過量的海洛英而自殺，故事隨著兩姐弟的葬禮來到尾聲。

### 主要角色
- 費柏拉一家
  - 巴利·費柏拉（Barry Fairbrother）：為教區議會的成員之一，在郊野社區長大，為划船隊的教練，並特別照顧隊中的克麗絲朵·威登，死於動脈瘤，他的死亡震驚了整個派格福社區。
  - 瑪麗·費柏拉（Mary Fairbrother）：為巴利的遺孀，她認為巴利大部分的心思在郊野社區上面，而導致了他的死亡。
- 莫里森一家
  - 霍華·莫里森（Howard Mollison）：為教區議會的主席，擁有一個熟食店，其妻為雪莉·莫里森，身材肥大，而在安德魯提出匿名指控後，他心臟開始出了毛病，而與事業夥伴毛琳有了爭執。
  - 雪莉·莫里森（Shirley Mollison）：為霍華之妻、邁爾斯之母。直到發生霍華跟毛琳的事情之前，她的生活仍是以霍華為重。
  - 派崔西亞·莫里森（Patricia Mollison）：又稱「派特」，為霍華和雪莉之女、邁爾斯的姐姐，住在倫敦，只有在爸爸的生日時才會回到派格福社區。同性戀的性向導致跟父母之間的緊張，她告訴胖子跟安德魯說父親跟毛琳的事是一種報應。
  - 邁爾斯·莫里森（Miles Mollison）：為一位律師，與葛文共同負責一間律師事務所，同時也為霍華和雪莉之子、派崔西亞的弟弟、配偶為珊曼莎。邁爾斯贏得了最後的臨時空缺的補選。
  - 珊曼莎·莫里森（Samantha Mollison）：邁爾斯之妻，擁有一家名為「胸大無腦」的胸罩店，對邁爾斯失去了興致，曾親吻只有十六歲的安德魯·普萊斯，並偷偷愛慕維克朗．賈汪達及她女兒最喜歡的樂團當中的成員「傑克」。同時也對邁爾斯的母親雪莉反感，並且開始出現嗜酒的問題。
- 威登一家
  - 克麗絲朵·威登（Krystal Weedon）：郊野社區的居民之一，對胖子沃爾有興趣。童年時期受過創傷，並由患有海洛英成癮症的母親帶大，常常一人負起照顧弟弟羅比的責任，且曾遭到賣毒品給母親的人性侵。在羅比死後，她也自殺了。
  - 泰莉·威登（Terri Weedon）：為克麗絲朵和羅比的母親，郊野社區的居民之一，患有海洛英成癮症，且兼職賣淫，嘗試透過聖鐘診所提供的治療恢復正常，但在無止盡的毒癮復發後終告失敗。
- 沃爾一家
  - 柯林·沃爾（Colin Wall）：外號「格子」，為一名副校長，他認為自己是巴利的好友，並為此出來競選臨時空缺，之後因為他的養子「胖子」發出的匿名指控影響，說他曾經騷擾過孩童，而終告失敗。這個事件更使他認為自己曾經犯過、但實際上並沒有發生的罪行。
  - 泰莎·沃爾（Tessa Wall）：為柯林之妻、胖子養母，為學校輔導室的輔導員，負責定期輔導克麗絲朵·威登，她不認同自己的兒子與克麗絲朵的關係，並且患有糖尿病。
  - 史都華·沃爾（Stuart Wall）：外號「胖子」，為柯林與泰莎的養子、與安德魯互為好友，因為自身的幽默風趣而在學校出名。經常對蘇文妲罷凌，並與克麗絲朵發生性關係。小說最後他因為對克麗絲朵的弟弟羅比的死、議會網站上的留言、親吻蓋婭使安德魯心碎等事件有部分責任，因而被眾人孤立。胖子與雙親的關係緊張，尤其是跟他的父親，並時常思考自己的生父生母是什麼樣子，泰莎最後向他解釋說他的生母在她只有十四歲時就懷了他，而他是亂倫的結果。她也說僅管柯林在健康方面有問題，她自己也堅持要認養胖子。他的行為被認為是有反社會傾向。在羅比死後，即使他只有使用過「比利·費柏拉的鬼魂」的身份一次，以揭露他父親患有強迫症的情況，他仍承認鬼魂所做過的事都是他自己一手包辦的。
- 普萊斯一家
  - 安德魯·普萊斯（Andrew Price）：為賽門與露絲之子，與胖子互為好友，愛慕蓋婭．巴登並之後發展成一段浪漫關係，為了能常常待在她身邊，而待在霍華的熟食店從事週末工讀。由於賽門的蠻橫跟濫權，使得他暗地裡憎恨他的父親，且不滿他的母親仍原諒他的行為。最後他以「巴利．費柏拉的鬼魂」的身份揭露他父親購買贓物的行為。
  - 賽門·普萊斯（Simon Price）：配偶為羅絲、為安德魯和保羅之父。為了可以索賂而出來競選臨時空缺，但此舉實際上受到妻子和孩子們的反對。
- 包登一家
  - 凱依·包登（Kay Bawden）：來自倫敦的一位社工，為蓋婭的母親。為了跟男友葛文一起生活而搬到派格福，並成為克麗絲朵和泰瑞的臨時社工。泰莎的社工計劃成功她佔了大部分的功臣，但因為同事的病復原後她便離開了泰莎。最後跟葛文分手。
  - 葛文·休斯（Gavin Hughes）：為一名律師，同時為凱依的男友，小說的最後他表達了對與凱依的關係感到感慨。自稱為巴利的好友且最後冒險的向巴利的遺孀瑪麗表白，而她回絕了。
  - 蓋婭·包登（Gaia Bawden）：凱依的女兒，長相迷人，被安德魯所暗戀。嘗試跟蘇文妲交朋友，厭惡派格福社區，並且明白葛文其實對她的母親並不感興趣。想要搬去里丁與父親同住。最後她親了胖子·沃爾，大部分是因為對安德魯和蘇文妲失望，但之後卻後悔了，且在克麗絲朵的葬禮上與兩位朋友重修舊好。
- 賈汪達一家
  - 琶敏妲·賈汪達（Parminder Jawanda）：為一名醫生、蘇文妲之母，蘇文妲常為母親的正直所苦。同時也為教區議會的成員之一，並且支持「郊野社區」的保留，此舉乃由蘇文妲以「巴利·費柏拉的鬼魂」的身份揭露其實她是因為愛著巴利後所致。
  - 蘇文妲·賈汪達（Sukhvinder Jawanda）：琶敏妲之女，常被胖子罷淩，常為母親的正直及自己的自虐傾向所苦。她也是划船隊的隊員之一，在隊伍中她的位置位於克麗絲朵之後，最後她冒著生命危險拯救克麗絲朵的弟弟羅比。在克麗絲朵的祖母經由琶敏妲的治療仍過世後，克麗絲朵因此而譴責琶敏妲且威脅要傷害蘇文妲。
  - 維克朗·賈汪達（Vikram Jawanda）：配偶為琶敏妲、蘇文妲之父。同時也是一個心臟外科醫生，並替霍華動過三次心血管繞道手術。
- 其他
  - 巴利·費柏拉的鬼魂（The_Ghost_Of_Barry_Fairbrother）：為派格福區中三個年輕人（彼此互不熟識）利用巴利以前在議會網站的帳號揭露議會成員的秘密。

## 故事背景

### 構想
羅琳在飛往美國為了《哈利波特—死神的聖物》做巡迴的飛機上第一次有了這本書的靈感。而提到從曼徹斯特往倫敦的火車上萌發了哈利波特系列的靈感，羅琳說：「很明顯地，我需要在某種交通工具上才會有合適的靈感，而這次我是在飛機上，我想到的是，地方選舉！我就是知道。我曾經有過相同的經驗，就是說當妳知道這個靈感行得通的時候。像是腎上腺素被激發一樣引起的化學反應。這次的感覺就像當初的哈利波特一樣。因此，這就是我所知道的」。

從兒童文學到成人文學，「準備要長大了」是羅琳的動機。提到哈利波特系列，羅琳回應道：「關於幻想，有些特定的事物你不會在幻想中進行。你不會對獨角獸產生性幻想。這是鐵一般的事實。也是很現實的」。某些批評中質疑本書可能會吸引年輕的哈利波特書迷讀這本書，羅琳回應說：「那並不是我的問題，我代表我自己，如同你們小孩的保姆或是他們老師。我總是很誠摯地如此認為的，我是一個作家，而我寫我想寫的」。

羅琳對她的出版商在跟紐約客的面談中認為本書會是「黑色喜劇」提出反駁。「這個故事已經完成了，略帶有黑色喜劇，但對我而言，它比較像是『滑稽喜劇』」。如果這個故事有與事實雷同的部分，「那它其實是在解剖及分析十九世紀中的社會，某一部分是的」。

### 書名的選用
總共花了兩年的時間，直到羅琳拾起了查爾斯．阿諾-貝克著的《地方議會管理法》並翻閱後，腦海中立即浮現「臨時空缺」四個字。紐約客問及羅琳最初所選用的書名時，她強調「這是一個有關『責任』的書」。其次的意義是，我們該如何追求我們自身的幸福，及如何在人生中追尋自我，當然，但在比較細微的部份，我們該如何對貧窮、困境及其他人的苦難負責。

書中第一部開頭並引用《地方議會管理法》第七版中的內容：

第六章第十一條：下列情況得視為臨時空缺：

㈠議員未能在有效期內宣誓就職；或

㈡議員遞出辭呈已被接受；或

㈢議員身故……。

## 相關主題

### 社會問題
《臨時空缺》以社會問題為其特色，包括強暴、種族主義、施打海洛英、使用大麻、色情、家庭暴力、虐待兒童、自虐和自殺等議題。

在小說中，安德魯．普萊斯，及他的弟弟保羅，承受父親賽門．普萊斯虐待孩童的痛苦。紐約客懷疑這是否跟羅琳有困難的童年、以及與父親的關係有關，羅琳回應說：「安德魯想住在有著塗鴉和破窗的倫敦的憧憬，指的就是我。我想，所以我的努力都是為了我必須擺脫這個地方所致」。她補充道：「我與父親的確並沒有很安逸的關係，但是臨時空缺裡的人物沒有一個是影射實際生活中的任何人」。

### 政治與貧窮
政治是本書所要探討的主題之一，衛報提及臨時空缺是英國政治的寫照，羅琳也說：「我也是因為這樣才有興趣這樣做，急著去做評斷，那也是我們的社會所流行的事，我們都知道譴責別人為我們帶來愉悅的快感，簡單來說，就像是為了滿足自己而做，不是嗎？」羅琳也在批評保守派與自由派在2010年普選後組成聯合內閣後中說：「像是某種似曾相似的恐怖感覺（自從2010選舉後），對我來說就像是回到九〇年代早期，帶來一些利益的重分配，且很快地使單親家庭擔憂。但是當你處在那個時期，那其實只是『一小部分』而已。甚至只有不到一禮拜也能產生影響巨大的改變。所以，呃，那種感覺很熟悉。即使我從五年前就開始動筆後，當時政府並未組成聯合內閣，所以這種情況也可能與我正在寫的東西有關」。羅琳想要說明的是，大英帝國主導了「驚人的勢利型社會」的產生，並描述中產階級就像是「自大」跟「滑稽」的綜合體。

羅琳在哈利波特成功之前表明過她的經濟立場「貧窮問題可能在大英帝國出現，而不是無家可歸」

，並說這也是為什麼她沉溺於描寫貧窮的故事。

 我們有多少人可以擴展自己的心靈、跳脫自己的個人經驗？很多人，特別像是那些坐在內閣位置上的人，說：『呃，那是為我而做』或是『這是我爸主導的』–這些陳腔濫調–也就是這些想法，或許能使其他人民可能會有不同的人生經驗，使得這些人的決定、信念和行為會完全地不同，而使你自己認是他們只是想逃避其他聰明的人。「貧窮」被討論成像粥一樣，爛成一團。而這個想法，可能成為個人的事，成為某處他們不同的地方，很多的原因，再一次被認為是要逃避其他人。–J.K.羅琳，衛報，「最糟的事會發生是每個人說『真不幸啊』」（The worst that can happen is everyone says, That's shockingly bad.）

## 迴響

### 批評的回應
羅琳在《衛報》的專訪中提到臨時空缺可能會收到類似的反應。她說「我只是基於需要而寫這本書。我很愛這個故事，我以它為榮，並會為它負責」。而提到她以筆名出版時最初的構想，她回應：「我認為這樣做很勇敢。而且，某種程度上，你知道些什麼？最糟的事會發生是每個人說『真不幸啊』（The worst that can happen is everyone says, That's shockingly bad.），『呃，那多麼可怕，她可能受寫童書所苦』，而我可以承受。所以，呃，我會擺脫掉它，而如果有任何人說『嗯，那真不幸啊–再回到魔法的世界』，接著很明白地，我不會離開派對，而我會活著，我將會活著」。

《時代雜誌》的Lev Grossman：「這是一個大型、野心、聰慧、褻瀆、有趣、極度悲傷和口沫橫飛的英國當代小說，富有文學智慧，完全不是胡謅的」。

《華爾街日報》：「一旦你開始為邁爾斯一家和賽門一家平反時，還有故事開始有進展，會使你繼續的往後看下去。《臨時空缺》可能不是喬治·艾略特，但這是J.K.羅琳啊；而這不是很棒嗎」。

《衛報》：「臨時空缺雖不是鉅作，但是並不一無是處：機靈、熟練還有不時的笑點」。

《經濟學人》：「這是一本獨有洞見和技巧的小說，巧妙的繪製又在最後巧妙的結合在一起。發揮了她說故事的長才」。

《蘇格蘭人報》（The Scotsman）的David Robinson稱讚說：「一點也不粗糙、晦暗（而是偶然地、更有趣地），而我預計，且–認真的認為–懷疑就算作者的名字不是J.K.羅琳也沒關係」。

《電報》也一致的稱讚本書：「對羅琳在寫作技巧上將人物的內在和外在描寫得栩栩如生感到驚嘆，將它們渲染得如此複雜，且深深的相信他們都在乎他們最糟的一面」。

更多來自《美聯社》、《Express.co.uk》、《每日鏡報》、《The Kansas City Star》、《The New Zealand Herald》及《Daily Beast》的好評，都強調本書會使人成為「翻頁狂」（page turner）。

《紐約時報》的角谷美智子將此書跟哈利波特相比，認為對書迷來說，本書可能不那麼討喜，並說：「我不是為了知道空缺一書裡的角色的生活細節，如同哈利跟他的朋友還有敵人，而是我們讀完此書後，了解關於內臟的知識和他們的過去–他們的家族史–帶來了現今生活的資訊。

《洛杉磯時報》批評本書，聲稱本書「無法對哈利波特世界的魔法世界產生傷害」。

縱使本書跟魔法沾不上邊，專欄作家Jan Moir在《每日郵報》稱本書為「像是文學似的，用超過500頁包裝的社會主義宣言」

，即使該報的官方評語聲稱羅琳是「操縱感情的老手、心思縝密」。

《每日電訊報》對本書抱持著是幽默的態度，但卻說：「本書的爆點都在後面呈現，而失去了對下流事物所原有的憤怒，英國的不公平是因為我們『麻瓜』都只為自己想。就像是The Archers製作的肥皂劇一樣」。

《時代雜誌》：「困難的是，就像哈利波特世界跟困住我們的世界一樣，在這本厚重的小說裡所創作出來的世界跟讀者們的興趣等級是完全不同的。羅琳對於生動的細節總是有著銳利的觀度，而這書也有很多精采的刻劃...但是在她的作品中仍帶有一些陰暗面」
。

### 銷售量、獲獎和榮譽
本書開賣幾小時內，就在獲得美國《Amazon.com》圖書類的第一名。而在英國，獲得暢銷書第二名，離第一名丹布朗2009年的小說《失落的符號》（550, 946本）的紀錄只有一小段差距。本書也只差一點就達到羅琳的《哈利波特—死神的聖物》（二百六十萬本）的紀錄
。
在2012年首賣當週排行榜中的第十五名。
《Little, Brown and Company》宣稱前三名的書在英國部分，都在前三週就售出達一百萬本，為本書所有版本及發售區域中最高的，包括在美國和英國

。

本書並在《Goodreads Choice Awards 2012》中獲得「最佳小說」獎項。

### 錫克教
錫克教家庭在本書佔有重要的戲分，對書中角色蘇文妲的描寫引發了對信仰的爭議。《Shiromani Gurdwara Parbandhak》委員會的主席Avtar Singh Makkar宣稱，羅琳的書可能使《SGPC》審查團對書中引起反感的部分進行審查
。
羅琳聲明她欽佩錫克教，並且對其進行了廣泛的研究。
錫克教的其他信徒也感激羅琳良好的一面描寫錫克教信徒及其宗教信仰，也確實注意到對錫克教徒的長相帶來的種族主義。

## 引用
來自羅琳的代表《The Blair Partnership》，《BBC One》及《BBC Drama》在2012年12月3日給了臨時空缺獨家改編權，作品將在2014釋出。據《The Blair Partnership》的代表人的消息，獨立製作公司《Neil Blair and Rick Senat》將負責這一系列的製作（Rick Senat負責監製）。這項工作原本由Blair和《BBC One》的Danny Cohen進行協商，但之後宣告作罷。

羅琳將會密切的參與本項工作，一旦正式開始了改編創作，也注意會包括影集的長度和集數的數量。

Blair在他的推特帳號上張貼訊息說，會在下一年的春天下半段進行角色的選用。

### 划船隊歌
引用蕾哈娜的《Umbrella》歌曲，克麗絲朵在隊員唱誦歌曲前習慣先自己唱誦歌曲開頭Jay-Z的Rap片段。